# Megatron Man (álbum)
Megatron Man es un álbum de estudio y segundo disco del artista de música electrónica y disco Patrick Cowley. Fue escrito, producido y compuesto por el mismo autor y lanzado en 1981 por Megatone Records. Popularmente conocido durante la época del estilo musical Hi-NRG, tuvo su primer y único sencillo Megatron Man, llegando a posicionarse en el segundo lugar según el Billboard Hot Dance Music/Club Play en el mismo año de su lanzamiento. 
También, cabe destacar que incluye entre su repertorio "Sea Hunt" (que era utilizada como tema instrumental para una serie de televisión estadounidense de mismo nombre) y "Teen Planet" (conocida por ser la única canción en la que el propio artista da su voz) y la misma "Megatron Man", que fue su primer gran éxito. Y actualmente, está considerado como el mejor álbum por el artista debido a su enorme popularidad obtenida gracias al éxito de mismo nombre, "Megatron Man".

## Lista de canciones
Según la compañía discográfica de aquella época Megatone Records:

| N.º | Título                                                                                   | Duración |  |
| 1.  | «Megatron Man»                                                                           | 9:04     |  |
| 2.  | «Thank God for Music»                                                                    | 5:31     |  |
| 3.  | «Menergy (sencillo que fue introducido por primera vez en el anterior álbum, "Menergy")» | 8:43     |  |
| 4.  | «Get a Little»                                                                           | 6:11     |  |
| 5.  | «Lift-Off»                                                                               | 8:21     |  |
| 6.  | «I Wanna Take You Home»                                                                  | 7:43     |  |
| 7.  | «Sea Hunt»                                                                               | 7:41     |  |
| 8.  | «Teen Planet»                                                                            | 3:28     |  |
| 9.  | «If You Feel It»                                                                         | 7:16     |  |

Canciones adicionales por Unidisc Productions (Int'l), Ltd. (1st Edition)
| N.º | Título                      | Duración |  |
| 10. | «Megatron Man '87»          |          |  |
| 11. | «Megatron Man (Radio Edit)» |          |  |

## Personal técnico
Producción
- Arreglado, compuesto, instrumentalizado, interpretado y producido por: Patrick Cowley
- Arte conceptual y carátula por: Jim Saunders
- Ken Kessie - Ingeniería
- Marty Blecman - Productor asociado
- Jo-Carol Block - Sintetizador adicional
- Vocales arreglados y perfeccionados por: Michael Finden
- Vocales adicionales interpretados y arreglados por: Carol McMackin, Jo-Carol Block y Lauren Carter